# Гаэтано Бурбон-Сицилийский
Гаэтано Бурбон-Сицилийский, граф Джидженто ((итал. Gaetano di Borbone-Due Sicilie, Conte di Girgenti) при рождении Гаэтано Мария Фредерик (итал. Gaetano Maria Federico), 12 января 1846, Неаполь, Королевство Обеих Сицилий — 26 ноября 1871, Люцерна, Швейцария) — принц Королевства Обеих Сицилий, сын короля Фердинанда II и Марии Терезы Австрийской, был женат на Изабелле Испанской, покончил жизнь самоубийством. 

## Биография
Гаэтано Мария Фредерик родился 12 января 1846 года в Неаполе, став шестым ребенком и четвертым сыном в семье правящего короля Обеих Сицилий Фердинанда II и его второй супруги Марии Терезы Австрийской из Тешенской ветви Габсбургов, дочери Карла Людвига, герцога Тешенского. Всего в семье было двенадцать детей. 
В 1861 года королевская семья была вынуждена покинуть королевство из-за наступления Гарибальди. В этом же году дом Бурбон-Сицилии потерял свой трон, а его государство вошло в состав Итальянского Королевства. Семья переехала в Рим, где была под защитой Папы Пия IX. Проживали в Квиринальском дворце, затем — в  Палаццо Фарнезе. 

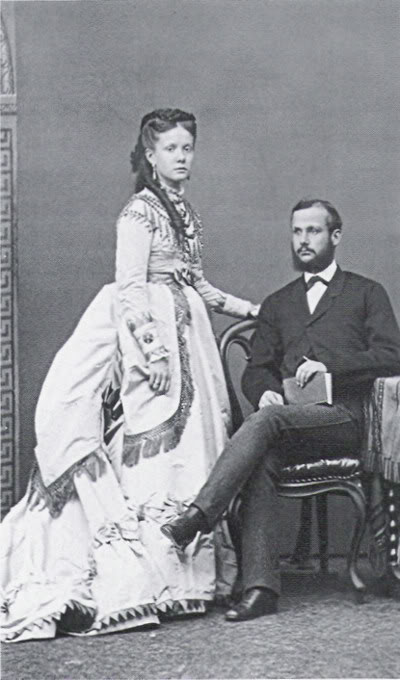
Принц Гаэтано вместе с супругой инфантой Изабеллой. 1868.

Гаэтано описывали как «доброго и высокого юношу, но без гроша в кармане, с плохим здоровьем и отсутствием интеллекта». 
13 мая 1868 года Гаэтано женился на испанской инфанте Изабелле, которая ранее была наследницей испанского престола. Она — старшая дочь королевы Изабеллы II и Франсиско де Асис Бурбон. Принц приходился двоюродным братом королеве и её супругу. Брак был заключен из-за политических причин, ему способствовал супруг королевы за которым стояла ультраконсервативная партия Испании. Церемония венчания была очень пышной, после брака королева дала Гаэтано титул испанского инфанта (на испанский манер его имя звучало как Каэтано).
После свадьбы молодая пара первым делом отправилась в медовый месяц в Рим, где остановились в Палаццо Фарнезе. По дороге обратно супруги заехали в Австрию, где посетили родственников Гаэтано по материнской линии. Далее они направились во Францию, где были приняты французским императором Наполеоном III и императрицей Евгенией. Там же они получили известие, что королева Изабелла II была свергнута с престола и в стране началась революция. Гаэтано немедленно выехал в Испанию, где пытался отстоять интересы монархии в битве при Алколео, однако поражение в ней ознаменовало конец правления Изабеллы. Королева вместе с семьей бежала в Париж, где мать ожидала Изабелла. Первоначально Гаэтано вместе с супругой также поселились в Париже в доме их дяди принца Луижи, графа Акуила.
Гаэтано стал страдать психическими заболеваниями, постоянно находился в депрессии. После двух лет брака пара отправилась в путешествие по Европе, в надежде на улучшение состояния Гаэтано. Они посетили Австрию, Германию и Англию, однако лучше ему не стало. Летом 1870 года графы Джидженто поселились в Люцерне, подальше от политической жизни. Гаэтано скрывал от жены истинную болезнь, которой страдал. Это была эпилепсия. Однажды у него случился приступ в присутствии супруги. В начале лета 1871 года они переехали в Женеву, потом посетили Париж, где находились бывшая королева с остальной семьей, далее снова вернулись в Люцерну. В сентябре 1871 года у Изабеллы случился выкидыш. Потеря ребенка, изгнание королевской семьи и ухудшение здоровья плохо сказывались на состоянии Гаэтано, которое все время ухудшалось. Он впал в глубокую депрессию, пытался покончить жизнь самоубийством, выпрыгнув из окна. После этого его не оставляли одного, с ним рядом постоянно находилась жена или его адъютант. Однако, 26 ноября 1871 года, когда они остановились в отеле в Люцерне, Гаэтано заперся в номере и выстрелил себе в голову. Принц был найден живым, но вскоре скончался.
Изабелла искренне оплакивала супруга, к которому за три года брака сильно привязалась. Больше замуж она не выходила, умерла через несколько дней после свержения испанской монархии 22 апреля 1931 года в Париже на 79 году жизни. Принца похоронили в Эскориале.